# Via Traiana Calabra
La via Traiana Calabra fu un'antica strada romana. Costituisce il prolungamento della via Traiana e collegò Brindisi alla città di Hydruntum (Otranto), passando per Valesium e per Lupiae (Lecce). Venne costruita su un tracciato preesistente.
La strada, di cui si ignora il nome antico, è conosciuta come "Traiana Calabra", poiché Calabria era detta, in epoca romana, la parte orientale della penisola salentina. Fu gradualmente valorizzata in epoca costantiniana con l'introduzione di una mutatio ad duodecim, documentata nell'Itinerarium burdigalense, che deve il suo nome al 12° miliario evidentemente collocato vicino alla stazione. Altre stazioni citate nell'Itinerarium burdigalense sono una "mansio clipeas" (che poteva forse corrispondere a Lupiae (Lecce) e una "mutatio valentia" che corrispondeva a Valesium prima di arrivare a Brindisi.
La Traiana Calabra accresce la sua importanza proporzionalmente al configurarsi di Otranto come punto di partenza per l'Oriente soppiantando Brindisi. 
Gli storici descrivono anche la Via Traiana in Calabria. 